# Биосфера! Время осознания
«Биосфе́ра! Время осозна́ния» (для иностранных фестивалей англ. Biosphere! Time to apprehend) — короткометражный научно-популярный фильм 1974 года о зарождении и развитии жизни на Земле, силе влияния на биосферу и планетарной ответственности человека.
Наряду с двумя другими фильмами Феликса Соболева «Семь шагов за горизонт» и «Я и другие» входит в число 100 лучших фильмов в истории украинского кино.

## Съёмочная группа
- Режиссёр: Феликс Соболев
- Сценарист: Владлен Кузнецов
- Операторы: Георгий Лемешев, Николай Мандрич, Пётр Ракитин, Владимир Белоруссов
- Композитор: Мирослав Скорик
- Художники: Юлия Лазаревская, А. Опришко, С. Старов
- Монтажёр: Н. Соболева
- Редактор: Михаил Вепринский
- Директор: Е. Смертенко

## Награды
- 1974 — Международный технический конкурс фильмов в рамках конгресса УНИАТЕК в Салерно (Италия): Гран-при за разработку новых методов съёмок
- 1974 — ЭКСПО-74 в Спокане (США): Диплом и приз
- 1974 — Ассоциация TV (США): Диплом и приз